# Grand Prix Formule 1 van Monaco 2003
De Grand Prix Formule 1 van Monaco 2003 werd gehouden op 1 juni 2003 op het Circuit de Monaco in Monte Carlo.

## Uitslag
| Positie | Nummer | Rijder                | Team               | Ronden | Tijd/Opgave    | Startplaats | Punten |
| ------- | ------ | --------------------- | ------------------ | ------ | -------------- | ----------- | ------ |
| 1       | 3      | Juan Pablo Montoya    | Williams-BMW       | 78     | 1:42:19.010    | 3           | 10     |
| 2       | 6      | Kimi Räikkönen        | McLaren - Mercedes | 78     | +0.602         | 2           | 8      |
| 3       | 1      | Michael Schumacher    | Scuderia Ferrari   | 78     | +1.720         | 5           | 6      |
| 4       | 4      | Ralf Schumacher       | Williams-BMW       | 78     | +28.518        | 1           | 5      |
| 5       | 8      | Fernando Alonso       | Renault            | 78     | +36.251        | 8           | 4      |
| 6       | 7      | Jarno Trulli          | Renault            | 78     | +40.972        | 4           | 3      |
| 7       | 5      | David Coulthard       | McLaren - Mercedes | 78     | +41.227        | 6           | 2      |
| 8       | 2      | Rubens Barrichello    | Scuderia Ferrari   | 78     | +53.266        | 7           | 1      |
| 9       | 21     | Cristiano da Matta    | Toyota             | 77     | +1 Ronde       | 10          |        |
| 10      | 11     | Giancarlo Fisichella  | Jordan-Honda       | 77     | +1 Ronde       | 12          |        |
| 11      | 9      | Nick Heidfeld         | Sauber - Petronas  | 76     | +2 Rondes      | 14          |        |
| 12      | 12     | Ralph Firman          | Jordan-Ford        | 76     | +2 Rondes      | 16          |        |
| 13      | 20     | Olivier Panis         | Toyota             | 74     | +4 Rondes      | 17          |        |
| Ret     | 16     | Jacques Villeneuve    | BAR-Honda          | 63     | Motor          | 11          |        |
| Ret     | 18     | Justin Wilson         | Minardi - Cosworth | 29     | Benzinesysteem | 19          |        |
| Ret     | 19     | Jos Verstappen        | Minardi - Cosworth | 28     | Benzinesysteem | 18          |        |
| Ret     | 14     | Mark Webber           | Jaguar Racing      | 16     | Hydrauliek     | 9           |        |
| Ret     | 15     | Antônio Pizzonia      | Jaguar Racing      | 10     | Elektrisch     | 13          |        |
| Ret     | 10     | Heinz-Harald Frentzen | Sauber - Petronas  | 0      | Ongeluk        | 15          |        |
| DNS     | 17     | Jenson Button         | BAR-Honda          |        | Gewond         | 20          |        |

## Wetenswaardigheden
- Alle coureurs die zich in de top 8 hebben gekwalificeerd zijn ook in de top 8 gefinisht. Alle rijders hebben ook de startnummers 1 tot en met 8.

## Statistieken
| Snelste ronde | Kimi Räikkönen | McLaren - Mercedes | 1:14.545 |

## Noot
- Dit was de tiende podiumplaats voor Kimi Räikkönen.

1929 · 1930 · 1931 · 1932 · 1933 · 1934 · 1935 · 1936 · 1937 · 1948 · 1950 · 1955 · 1956 · 1957 · 1958 · 1959 · 1960 · 1961 · 1962 · 1963 · 1964 · 1965 · 1966 · 1967 · 1968 · 1969 · 1970 · 1971 · 1972 · 1973 · 1974 · 1975 · 1976 · 1977 · 1978 · 1979 · 1980 · 1981 · 1982 · 1983 · 1984 · 1985 · 1986 · 1987 · 1988 · 1989 · 1990 · 1991 · 1992 · 1993 · 1994 · 1995 · 1996 · 1997 · 1998 · 1999 · 2000 · 2001 · 2002 · 2003 · 2004 · 2005 · 2006 · 2007 · 2008 · 2009 · 2010 · 2011 · 2012 · 2013 · 2014 · 2015 · 2016 · 2017 · 2018 · 2019 · 2020 · 2021 · 2022 · 2023 · 2024 · 2025